# Peter Broadbent
Peter Frank Broadbent (* 15. Mai 1933 in Elvington, Kent; † 1. Oktober 2013 in Himley, Staffordshire) war ein englischer Fußballspieler. Der zumeist als offensiver Mittelfeldspieler oder rechter Innenstürmer eingesetzte WM-Teilnehmer des Jahres 1958 bestritt für die Wolverhampton Wanderers fast 500 Pflichtspiele und gewann zwischen 1954 und 1960 drei englische Meisterschaften und einen FA Cup.

## Leben

### Sportliche Laufbahn
Peter Broadbent wurde in Elvington, einem kleinen Dorf zwischen Canterbury und Dover, geboren und erlernte das Fußballspielen im Schulsport, bevor er mit dem FC Dover in der Kent League spielte. Schnell fiel dessen Talent auf und im Alter von 17 Jahren verpflichtete ihn der Zweitligist FC Brentford im Mai 1950. Auf Anhieb gelang dem Neuling der Durchbruch in die Stammformation, so dass mehrere prominente Erstligisten ihr Interesse bekundeten. Dazu zählten neben Newcastle United auch die Wolverhampton Wanderers und sowohl die Überzeugungsarbeit von Stan Cullis als auch die Überweisung von 10.000 Pfund an den Londoner Verein sorgten dafür, dass Broadbent im Februar 1951 nach 16 Einsätzen in der Second Division zu den „Wolves“ in die englische Eliteklasse wechselte.
Nur wenige Tage nach seiner Ankunft debütierte er in der Reservemannschaft. Schnell empfahl sich Broadbent für die erste Mannschaft. Seinen Einstand feierte der Neuling am 17. März 1951 bei der 2:3-Heimniederlage gegen den FC Portsmouth und für den Rest der Spielzeit half er auf verschiedenen Positionen aus. Dabei erzielte er auch sein erstes Tor, wenngleich der Lokalrivale West Bromwich Albion am 21. April 1951 mit 3:2 die Oberhand behielt. Nach einer gemeinsamen Sommertournee durch Südafrika verbrachte Broadbent den Rest des Jahres in der Ersatzmannschaft, bevor er kurz vor der Jahreswende wieder in die erste Mannschaft befördert wurde. Die Mannschaftsresultate ließen aber weiter zu wünschen übrig und nach dem 14. Rang landete die Mannschaft 1952 sogar nur auf Platz 16.
Erst in der Saison 1952/53 gelang dem Klub die Wende und gemeinsam mit Broadbent, dem in 25 Ligaeinsätzen fünf Tore gelangen, steigerte sich das Team sprunghaft auf den dritten Rang. Die Mannschaft hatte nun zusammengefunden und vor allem mit einer Offensive, die neben Broadbent noch mit den Angreifern Roy Swinbourne und Dennis Wilshaw sowie auf den Außenbahnen mit Johnny Hancocks und Jimmy Mullen bestückt war, stürmten die Wolves 1954 zum Gewinn ihrer ersten englischen Meisterschaft. Broadbent, der zumeist als rechter Innenstürmer die Fäden im zentral-offensiven Mittelfeld zog, über eine hohe Laufbereitschaft verfügte und sich mit zentimetergenauen Pässen einen Namen gemacht hatte, steuerte zwölf der insgesamt 96 Treffer bei. In den beiden anschließenden Jahren festigte Broadbent seinen Stammplatz und neben dem Gewinn einer Vizemeisterschaft sowie einem dritten Rang in der Liga kam er zu einem ersten Spiel in der englischen B-Auswahl – bereits 1954 hatte er in der heimischen U-23-Auswahl gestanden. Das Länderspieldebüt für die englische A-Nationalmannschaft feierte er 1958 bei der Weltmeisterschaft in Schweden anlässlich des Entscheidungsspiels in der Gruppenphase gegen die Sowjetunion, das mit einem enttäuschenden 0:1 – und damit dem vorzeitigen Turnieraus – endete. Knapp zwei Monate zuvor hatte er noch mit den Wolves seine zweite englische Meisterschaft eingefahren und aus dem vormals technisch versierten Talent war ein zentraler Leistungsträger der Mannschaft und Torjäger geworden (17 Tore in der Saison 1957/58 waren dafür ein Beleg).
Mit weiter herausragenden Leistungen in der Spielzeit 1958/59 war Broadbent auf dem sportlichen Höhepunkt angelangt, der sich in der dritten Meistertrophäe (er selbst erzielte wieder 20 Treffer) und fünf Einsätzen für England zwischen Oktober 1958 und Mai 1959 äußerte. In die vereinseigenen Geschichtsbücher trug er sich dadurch ein, dass er das erste Tor in einem europäischen Wettbewerb für die Wolves schoss, wenngleich die Mannschaft nach dem 2:2 im Hinspiel gegen den FC Schalke 04 aufgrund der folgenden 1:2-Auswärtsniederlage ausschied. Mit einem knapp verpassten „Double“ 1960, an dessen Saisonende hinter dem FC Burnley zwar nur die Vizemeisterschaft, dafür aber gegen die Blackburn Rovers ein gewonnenes Pokalfinale (3:0) heraussprang, ging Broadbents „große Zeit“ dem Ende entgegen. Er blieb zwar weiterhin Stammspieler seiner Elf, fand sich aber nun oft in der unteren Tabellenhälfte wieder. Als sich für die Wolves in der Spielzeit 1964/65 der Abstieg in die zweite Liga abzeichnete, verließ Broadbent im Januar 1965 seinen langjährigen Klub nach 145 Toren in 497 Pflichtspielen.
Jenseits des Spitzenfußballs agierte Broadbent in der dritten Liga für Shrewsbury Town und wechselte 1966 zu Aston Villa, das nach dem Erstligaabstieg 1967 auch nur noch zweitklassig war. Letzte Stationen waren Stockport County und der Amateurklub Bromsgrove Rovers, bevor der Enddreißiger 1971 seinen Rücktritt vom aktiven Sport bekanntgab.

### Nach der aktiven Karriere
Broadbent, ein passionierter Golfer, eröffnete nach der Fußballerkarriere in Halesowen ein Geschäft für Babybekleidung und lebte zuletzt in Codsall, einem Dorf nordwestlich von Wolverhampton gelegen.

## Erfolge
- Englischer Meister: 1953/54, 1957/58, 1958/59
- Englischer Pokalsieger: 1959/60